# كوري هان
كوري هان (بالإنجليزية: Cory Hahn)‏ هو لاعب كرة قاعدة أمريكي، ولد في 11 ديسمبر 1991.